# Iglesia de San Andrés (Torres de Berrellén)
La iglesia de San Andrés es un templo católico situado en la localidad aragonesa de Torres de Berrellén (España). En 2002 fue declarado Bien catalogado del patrimonio cultural aragonés.
Se trata de una iglesia gótico-renacentista construida en el siglo XVI. El edificio tiene planta rectangular, nave única, con coro elevado a los pies y cabecera recta, que en alzado pasa a poligonal, cubierto por bóvedas de crucería estrellada, sobre trompas en la cabecera y arcos fajones de medio punto en la nave.
A ambos lados de la nave se adosaron cinco capillas entre los siglos XVI y XVIII, abiertas a la nave en arco carpanel y cubiertas por crucería estrellada las del lado del evangelio y la del Santo Cristo, abierta a la Capilla Mayor en el lado de la epístola, arista y cañón transversal las otras dos del lado de la epístola.
Presenta pórtico, de traza clasicista, adosado al muro de la epístola y dos torres, a los pies, dispuestas a ambos lados de la nave; la antigua torre mudéjar es de ladrillo, se encuentra desmochada y rematada con un cuerpo almenado mientras que la torre nueva es de estilo neomudéjar, de planta cuadrada, dos cuerpos y remate de planta octogonal.
El edificio ha visto considerablemente transformada su traza debido a los añadidos y transformaciones del siglo XVIII, y sobre todo debido a las restauraciones llevadas a cabo entre 1969 y 1975 que han enmascarado totalmente su aspecto original dotándola de una nueva torre, un pórtico y el revestimiento de la fábrica con ladrillo rojo que deja oculto el tapial original.

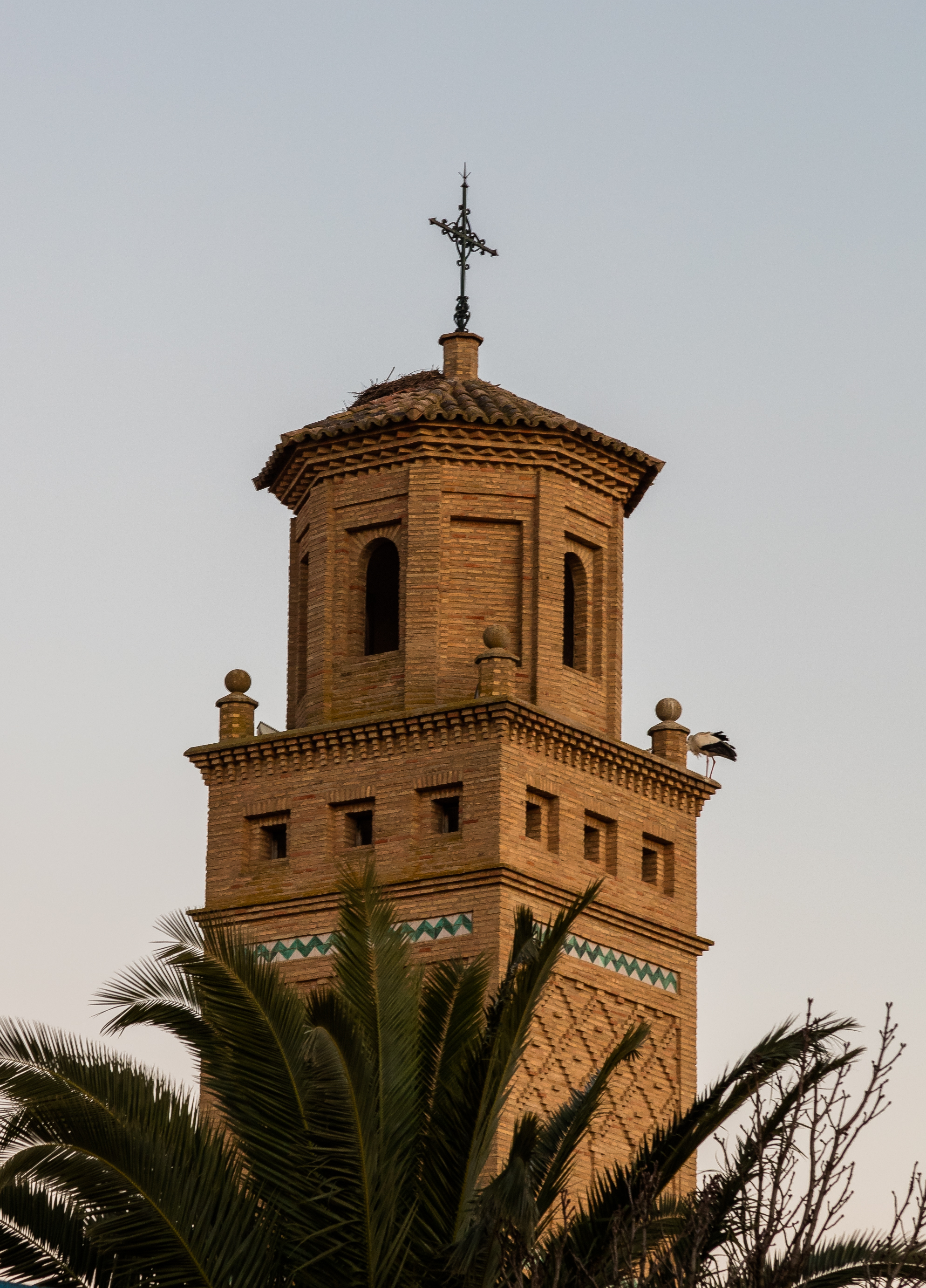
Parte superior de la torre.